# Line Mørkeby
 Der er for få eller ingen kildehenvisninger i denne artikel, hvilket er et problem. Du kan hjælpe ved at angive troværdige kilder til de påstande, som fremføres i artiklen.

Line Mørkeby (født 3. december 1977) er dansk dramatiker, uddannet fra Dramatikeruddannelsen ved Aarhus Teater.
Line Mørkeby studerede teatervidenskab og kunsthistorie, før hun blev optaget på Dramatikeruddannelsen ved Aarhus Teater. Ved sin afgang fra uddannelsen i 2007 lykkedes det for Mørkeby at få sit afgangsstykke Musical antaget og opført på Det Kongelige Teater.
Mørkeby har skrevet mere end 40 skuespil og dramatiseringer og modtaget et antal priser og prisnomineringer. Allerede i 2009 modtog hun en talentpris ved Reumert-uddelingerne, og i 2015 fik hun årets børneteaterpris for Jeg mig fuck dig og i 2016 en Reumert Særpris for stykket Hår på den.
Privat danner hun par med Anders Juul, der er skuespiller. De to har også samarbejdet på teatret. I 2018 var Mørkeby nomineret til en Reumert for sin dramatisering af Jeg løber med Anders Juul i hovedrollen. Stykket var baseret på en blog af Anders Legarth Schmidt om at løbe og om at miste sit barn, og udover dramatiker-indstillingen var forestillingen også nomineret til en Reumert Særpris.